# Зерекла (приток Большого Кинеля)
Зерекла — река в России, протекает по территории Оренбургской области.

## География и гидрология
Зерекла — правобережный приток реки Большой Кинель, её устье находится в 302 километрах от устья Большого Кинеля. Длина реки — 13 километров, площадь водосбора — 41 км².

## Данные водного реестра
По данным государственного водного реестра России, относится к Нижневолжскому бассейновому округу, водохозяйственный участок реки — Большой Кинель от истока и до устья, без реки Кутулук от истока до Кутулукского гидроузла. Речной бассейн реки — Волга от верхнего Куйбышевского водохранилища до впадения в Каспий.
Код объекта в государственном водном реестре — 11010000812112100007831.